# Ay!
Ay! es una canción del músico estadounidense Machine Gun Kelly y el rapero Lil Wayne. Fue lanzado el 4 de marzo de 2022 como el tercer sencillo del sexto álbum de estudio Mainstream Sellout (2022). La canción fue producida por Travis Barker, BazeXX y SlimXX.

## Antecedentes
En febrero de 2022, Machine Gun Kelly interpretó un fragmento de la canción en The Late Late Show with James Corden, en un popurrí de "Ay!", el tema inédito "Maybe" y "Emo Girk".
La canción se ha considerado similar a un regreso al género hip hop de Machine Gun Kelly, aunque continúa su transición al género pop punk.

## Composición
"Ay!" es una canción de rap emo que combina elementos de pop punk y trap, que presenta un "bucle de guitarra inquietante pero soñador con una producción nítida de hip-hop". Machine Gun Kelly canta sobre la tristeza que afecta su vida, incluida "su preferencia por las listas de reproducción tristes, faltar a las reuniones y dormir hasta las 7 pm"; menciona cortarse el cabello y lo compara con Britney Spears afeitándose el cabello en 2007 durante su crisis nerviosa. El verso de Lil Wayne tiene una referencia a la banda Guns N' Roses.

## Video musical
El video musical fue lanzado junto con el sencillo. Fue filmado en la casa de Machine Gun Kelly desde un iPhone, la noche antes de su lanzamiento. Encuentra a Kelly y cuatro amigos en un vestidor cambiándose con diferentes atuendos llamativos. Lil Wayne no aparece físicamente, pero en el video aparece un recorte de papel de un Wayne dibujado.